# Лазаренко Олександр Миколайович
Олександр Миколайович Лазаренко (1897, м. Ніжин, Чернігівська губернія, Російська імперія — 1997) — український науковець, педагог, меценат; кандидат технічних наук. Працював викладачем Київського автомобільно-дорожного інституту. Почесний громадянин Ніжина.
Він — дядько Генерального конструктора космічних кораблів С. П. Корольова.

## З життєпису

Будинок Лазаренків на вулиці Овдіївській

Меморіальні дошки О.Лазаренку та С.Корольову

Олександр Миколайович Лазаренко народився в 1897 році в Ніжині в козацькій родині.
Закінчив Ніжинську класичну гімназію при історико-філологічному інституті кн. Безбородька й Київський політехнічний інститут.
За своє 100-літнє життя О. М. Лазаренко зробив дуже багато справ для рідного Ніжина: зібрав унікальну колекцію предметів дорожнього побуту й документів з історії вітчизняних доріг та кінної пошти XVIII—XIX століть, яку в 1992 році передав для створення музею «Ніжинська поштова станція». Деякі експонати змайстрував власноруч і вони досі займають чільне місце в експозиції цього унікального музею. Для увіковічення пам'яті С. П. Корольова своїм коштом установив меморіальну дошку по вулиці Овдіївській, брав активну участь в організації музею Генерального конструктора в ЗОШ № 14.
У 1992 році написав фундаментальну працю-спогади з історії Ніжина кінця XIX — початку XX століть «Воспоминания о дореволюционном Нежине Олександра Николаевича Лазаренко».